# Paolo De Majo
Paolo De Majo (Marcianise, 15 gennaio 1703 – Napoli, 20 aprile 1784) è stato un pittore italiano di scuola napoletana, il cui operato artistico è riconducibile al periodo tardo barocco-rococò.

## Biografia
Paolo De Majo nacque a Marcianise il 15 gennaio del 1703 da Giovanni Pietro De Majo e Ovidia Izzo. Insieme al suo fratello maggiore Ludovico (1695-?) si formò nella giovinezza a Napoli presso la scuola artistica di Francesco Solimena, che era la più affollata, ambita e prestigiosa che vantasse la Napoli della prima metà del XVIII secolo. Sappiamo ciò anche grazie a Bernardo De Dominici, il quale nelle sue Vite lo citò nel nutrito elenco degli allievi del Solimena, dandone questo giudizio parzialmente positivo: «uno de' scolari che con assiduità hanno assistito alla scuola, e benché non sia giunto al valore de' più eccellenti, ad ogni modo si porta bene, e non gli mancano continuamente delle faccende, vedendosi molte opere esposte al pubblico». Le sue opere documentate, su tela e ad affresco, vennero perlopiù realizzate per varie chiese di Napoli (sua città adottiva), Marcianise (sua città natale) e di altri centri campani, lucani e pugliesi; non tutte però sono giunte sino ai nostri giorni. Ad esempio, i bombardamenti su Cassino del 1944 causarono la perdita di alcuni suoi lavori per la celebre Abbazia mentre la grande tela absidale della Chiesa di Gesù e Maria negli anni 1990 è stata trafugata e sezionata in frammenti (in parte recuperati dai carabinieri del nucleo Tutela Patrimonio Culturale) da ladri d'arte.
Nel 1772 Carlo Vanvitelli lo volle come uno degli insegnanti dell'Accademia Borbonica di Disegno. Uomo dedito all'arte e anche alla fede religiosa, fu amico fraterno di Alfonso Maria de' Liguori. Morì a Napoli nel 1784.
A lungo ignorato dagli studi sulla pittura napoletana del Settecento per l'inferiore originalità tecnica e stilistica rispetto al maestro Solimena e ad altri suoi allievi che pure si ersero a protagonisti della scena artistica napoletana e talvolta italiana di quel secolo (come ad esempio il Giaquinto, De Mura, il Conca, il Vaccaro e il Bonito), sta andando incontro a una rivalutazione da parte di critici e appassionati, volta a evidenziare il suo essere un sensibile interprete di un tardo barocco imbevuto di Arcadia dai teneri slanci devozionali e dagli esiti formali sempre decorosi.

## Opere (elenco non esaustivo)

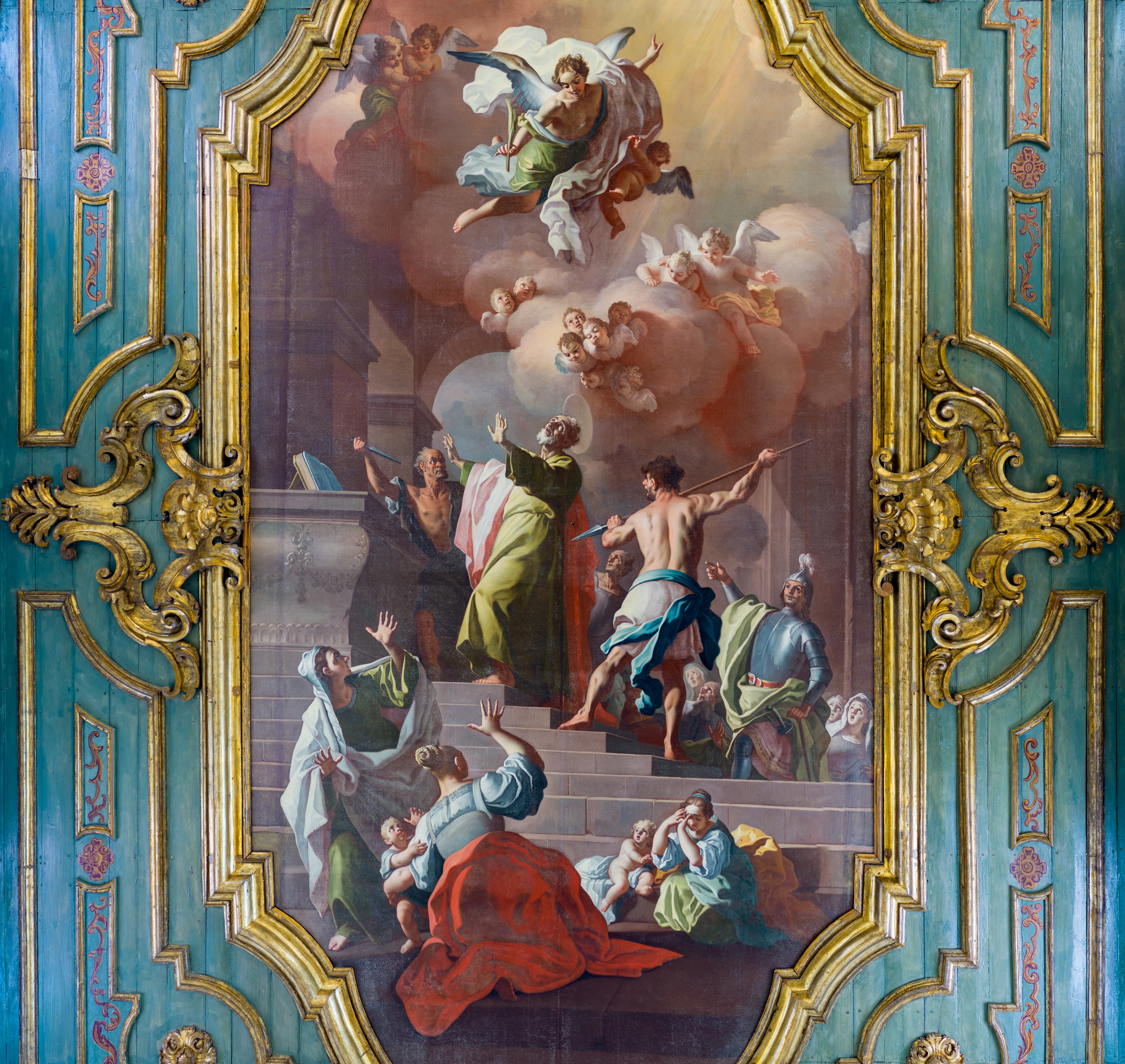
Martirio di San Matteo ad Agerola (1745), di Paolo de Majo.

- Il Martirio di Santa Barbara (tela, 1733), Chiesa di Santa Barbara di Caivano.[1]
- San Gregorio Magno invoca il Cristo per la fine della peste su Roma (tela, 1735), Chiesa di San Gregorio Magno di Crispano.
- La Madonna del Rosario (tela, 1739), Chiesa di San Domenico di Bitonto.[1]
- La Sacra Famiglia (tela, 1740), Complesso di San Vincenzo de Paoli, Oratorio d'Estate, Napoli
- Pietà (tela, 1741), Cattedrale di Foggia.[1]
- Santo Monacone che compie il miracolo (tela, 1742), Chiesa di Gesù e Maria a Napoli.[1][6]
- Il Sacrificio della Messa; La Processione sul Gargano (tele, 1743), Duomo di San Michele di Marcianise.[1]
- Il Martirio di San Matteo (tela, 1745), Chiesa di San Matteo di Agerola.
- La Circoncisione di Gesù (tela, 1751), Chiesa del Santissimo Rosario di Latiano.
- La Sacra Famiglia (tela, 1757), Chiesa della Santissima Annunziata di Genzano di Lucania.
- Piscina Probatica (affresco, 1759), Duomo di San Michele di Marcianise.
- Sant'Emidio, Madonna con il Bambino e San Giuseppe (tele, 1764), Chiesa di San Giovanni Battista di Atella.
- La Circoncisione di Gesù (tela, 1772), Chiesa di San Domenico di Barra, a Napoli.
- Madonna del Rosario, San Francesco da Paola (tele, 1772), Chiesa di Santa Maria Donnaromita, Napoli (ora in deposito).
- Madonna della Purità, o Madonna delle Tre Corone (1776), Santuario di Maria Santissima delle Tre Corone a Sarno.[1]
- Autoritratto (tela), Museo d'Arte della Fondazione Pagliara di Napoli.[1]
- Gli Evangelisti (tele, 1782), Chiesa della Santissima Trinità dei Pellegrini di Napoli.[1]
- Lo Sposalizio della Vergine, San Carlo Borromeo, Sant'Andrea Avellino (tele), Chiesa di San Nicola alla Carità di Napoli.[1]
- San Pietro che battezza, San Paolo che predica (tele), Chiesa di Santa Maria dei Monti di Napoli.
- Pietà (tela), Chiesa di Santa Teresa a Chiaia di Napoli.[1]
- Pietà (tela), Chiesa di San Francesco delle Monache di Aversa.[1]
- Natività, Madonna con il bambino e i santi Monica, Agostino, Gennaro e Antonio (tele), Chiesa di Santa Maria della Consolazione a Villanova di Napoli.
- Santissima Trinità appare a San Gennaro e Sant'Irene; Madonna con il bambino e le sante Maddalena dei Pazzi e Teresa d'Avila; I Beati carmelitani Angelo Mazzinghi e Giovanna Scoppelli (tele); opere presenti alla Basilica di Santa Maria del Carmine Maggiore di Napoli.
- Disputa tra i dottori (tela), Chiesa della Santissima Annunziata di Marcianise.